# Tapes
Tapes là một đô thị thuộc bang Rio Grande do Sul, Brasil. Đô thị này có diện tích 804,091 km², dân số năm 2007 là 16575 người, mật độ 20,61 người/km².